# Slovenské Kľačany
Slovenské Kľačany es un municipio del distrito de Veľký Krtíš en la región de Banská Bystrica, Eslovaquia, con una población estimada a final del año 2024 de 176 habitantes.
Se encuentra ubicado al suroeste de la región, en la cuenca hidrográfica del río Ipoly —un afluente izquierdo del Danubio— y cerca de la frontera con la región de Nitra y con Hungría.

## Demografía
| Año        | 1994 | 2004    | 2014    | 2024     |
| ---------- | ---- | ------- | ------- | -------- |
| Población  | 172  | 165     | 158     | 176      |
| Diferencia |      | −4,06 % | −4,24 % | +11,39 % |

| Año        | 2023 | 2024    |
| ---------- | ---- | ------- |
| Población  | 175  | 176     |
| Diferencia |      | +0,57 % |